# Рыцарь Бани
Рыцарь Бани (англ. Knight of the Bath) — рыцарское достоинство, которое присваивалось в Англии с XII века до 1661 года. В 1725 году в рамках переосмысления этой традиции был создан орден Бани.

## История
В Средние века обряд посвящения в рыцари обрастал разного рода традициями. В Англии сложился обычай, согласно которому посвящению предшествовали очищающие ритуалы (в том числе мытьё в бане) и ночное бдение. Рыцаря, прошедшего через это, называли «рыцарем Бани». Как правило, посвящение проходило в дни важных церемоний — коронации, получения наследником престола титула принца Уэльского или королевской свадьбы. Считалось, что рыцари Бани выше по положению обычных рыцарей (бакалавров), но при этом они не образовывали отдельный орден, как рыцари Подвязки.
Первое упоминание церемонии относится к 1127 году, когда король Генрих I Боклерк посвятил в рыцари Бани своего зятя Жоффруа V Плантагенета, графа Анжу. В последний раз церемония состоялась 23 апреля 1661 года, в связи с коронацией Карла II.